# 山岡都
山岡 都（やまおか みやこ）は、日本の小説家、推理作家。岐阜県生まれ。名古屋大学文学部卒業。2002年、推理短編「昆虫記」が第9回創元推理短編賞を受賞。「該当作なし」が多いこの賞の4人目の受賞者となった。

## 作品リスト
- 昆虫記
  - 『創元推理21』2002年秋号（東京創元社、2002年10月）
- スフィンクスが消えた夜
  - 『創元推理21』2003年春号（東京創元社、2003年2月）
- うさぎ狩り
  - 『ミステリーズ!』vol.03 WINTER 2003（東京創元社、2003年12月）